# Gira la moda
Gira la moda è un gioco da tavolo per bambine prodotto dalla MB negli anni Ottanta e Novanta. Il gioco consiste nel creare dei disegni di modelli, abbinando insieme diversi capi di abbigliamento.
Il principale piano di gioco è costituito da una serie di cerchi concentrici e girevoli che, opportunamente ruotati, danno la possibilità di creare numerosi abbinamenti di vestiti. Il cerchio più interno permette di scegliere la testa della modella, quello intermedio la parte superiore dell'abbigliamento (camicie, maglie etc.) e quello più esterno la parte inferiore (gonne, pantaloni etc.). Una volta realizzata una combinazione di testa/parte superiore/parte inferiore, si fissa un foglio di carta sulla ruota attraverso un apposito fermo e si passa su di esso un carboncino, facendo imprimere sul foglio il disegno del modello. Si realizza così una specie di calco, dato che le parti di abbigliamento disegnate sulla ruota sono leggermente in rilievo.